# Confederação Brasileira de Desportos
A Confederação Brasileira de Desportos (CBD) foi a entidade brasileira responsável pela organização de todos os esportes no país, fundada em 20 de agosto de 1914 e criada com a missão de fomentar toda a prática desportiva em todo o território nacional. A primeira entidade esportiva nacional foi criada por clubes cariocas e paulistas em 8 de junho de 1914, chamada Federação Brasileira de Sports (FBS). A ideia era montar uma Seleção Brasileira para enfrentar a Argentina na disputa da Copa Roca, promovida pelo presidente argentino Julio Roca. Em 21 de junho de 1916, a FBS passou a chamar-se Confederação Brasileira de Desportos.
No dia 24 de setembro de 1979, após sofrer modificações em sua estrutura, a CBD passou a se chamar CBF, sobretudo como consequência de um decreto da FIFA, segundo o qual todas as entidades nacionais de futebol deveriam ser voltadas unicamente para o desenvolvimento deste esporte. Este não era o caso da CBD, que, à época, ocupava-se do fomento a todos os esportes olímpicos, incluindo o futebol. Cada modalidade tem a sua própria confederação, sendo que a entidade que faz o papel de desenvolver o esporte hoje através de uma estratégia global e articulando com todas as modalidades é o Comitê Olímpico Brasileiro.
Antes de cada esporte ter a sua confederação própria, todos tinham como referência a CBD, que era a entidade com voz máxima no Brasil.
Somente após a extinção da CBD, em 1979, foi renomeada a atual Confederação Brasileira de Futebol (CBF). Já no ano subsequente, o campeonato nacional de futebol passou a ser organizado pela CBF.

## Presidentes da CBD[4]
| Presidente                    | Mandato                    |
| Arnaldo Guinle                | de 06/12/1916 a 08/01/1920 |
| Ariovisto de Almeida Rêgo     | de 08/01/1920 a 28/03/1921 |
| José Eduardo de Macedo Soares | de 28/03/1921 a 02/11/1921 |
| Oswaldo Gomes                 | de 02/11/1921 a 28/01/1924 |
| José Oliveira Santos          | de 28/01/1924 a 20/06/1924 |
| Wladimir Bernardes            | de 20/06/1924 a 09/08/1924 |
| Oscar Rodrigues da Costa      | de 09/08/1924 a 13/10/1927 |
| Renato Pacheco                | de 13/10/1927 a 28/07/1933 |
| Álvaro Catão                  | de 28/07/1933 a 05/09/1936 |
| Luiz Aranha                   | de 05/09/1936 a 28/01/1943 |
| Rivadávia Corrêa Meyer        | de 28/01/1943 a 14/01/1955 |
| Sylvio Correa Pacheco         | de 14/01/1955 a 11/01/1958 |
| João Havelange                | de 11/01/1958 a 10/01/1975 |
| Heleno de Barros Nunes        | de 10/01/1975 a 17/12/1978 |